# The Butterfield Blues Band

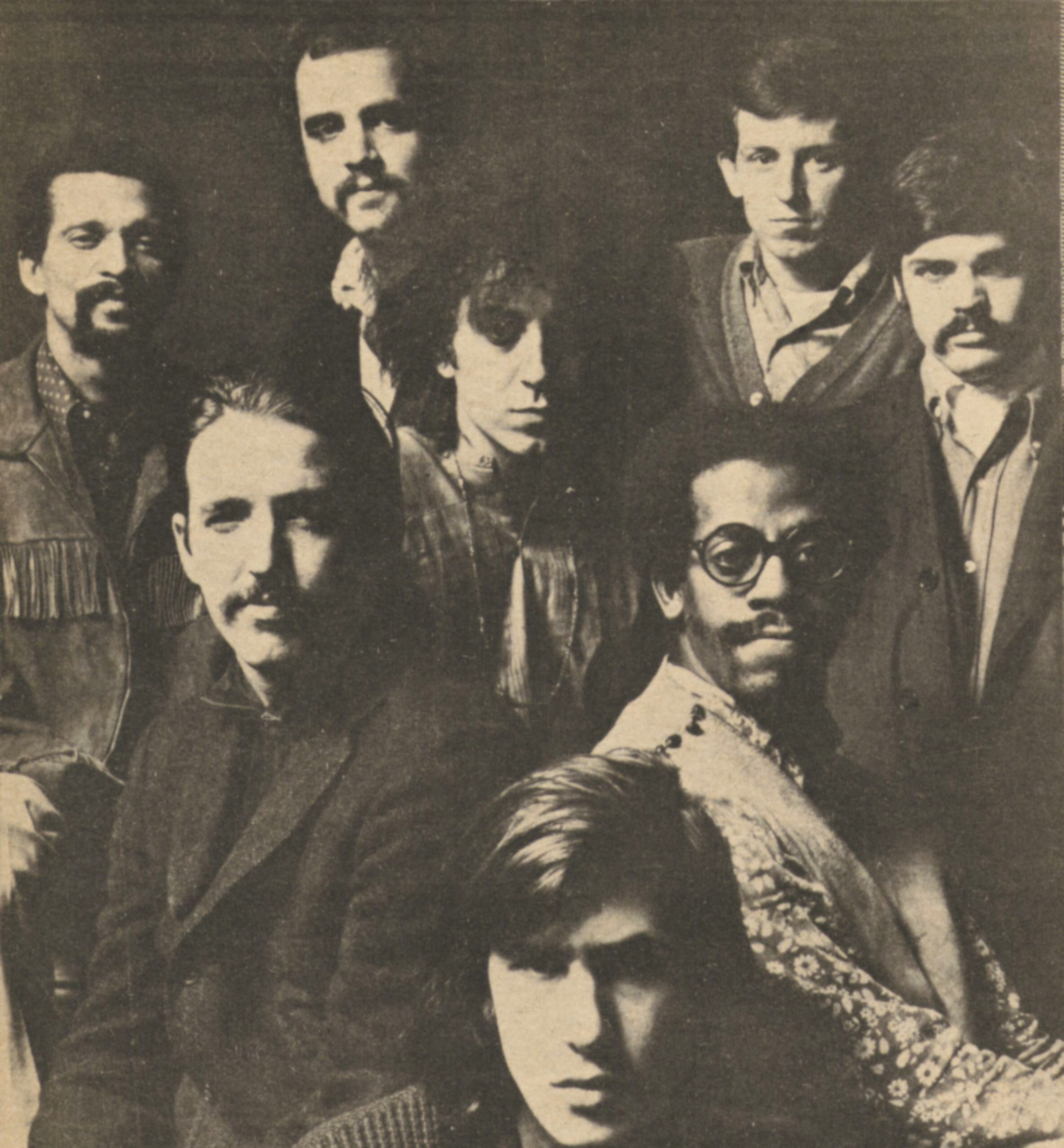
The Butterfield Blues Band

The Butterfield Blues Band war eine amerikanische Blues- und Bluesrock-Band. Sie wurde 1965 von Paul Butterfield in Chicago ins Leben gerufen. Den Rest der Band bildeten anfangs Little Smokey Smothers, Jerome Arnold, Sam Lay und Elvin Bishop. Beim Newport Folk Festival war Bob Dylan vom Auftritt der Band so beeindruckt, dass er sie als Begleitband für seinen ersten elektrischen Folkauftritt anheuerte.
Smothers verließ sehr bald die Band, für ihn kam Mike Bloomfield und zusätzlich Mark Naftalin. Auf ihrem ersten Album The Paul Butterfield Blues Band (1965), das von der Kritik gelobt wurde, waren viele Blues-Klassiker enthalten. Kurz darauf verließ Lay die Band, für ihn kam Billy Davenport. Mit dem neuen Mann am Schlagzeug nahm die Band ihr zweites Album East - West (1966) auf. Am 22. August 1967 spielte sie im Fillmore West im Vorprogramm von Cream. Neu hinzu kamen Gene Dinwiddie, David Sanborn und Keith Johnson. Etwas später wurden Arnold und Davenport durch Bugsy Maugh und Phil Wilson ersetzt und Bloomfield ging zu The Electric Flag. 1967 traten sie beim Monterey Pop Festival auf.
Die 68er-LP The Resurrection of Pigboy Crabshaw bekam ebenfalls sehr gute Kritiken. Naftalin wechselte 1968 zu Mother Earth. 1968 erschien dann In My Own Dream. Ganz im Gegensatz zu den Fans mochte die Kritik es nicht besonders, sie bezeichnete das Album als brav und langweilig. Es folgte eine kurze Studiopause.
1969 formierte sich The Butterfield Blues Band neu. Butterfield, Dinwiddie, Wilson, Sanborn und Johnson waren noch da. Neu hinzu kamen Neil Larsen, Buzz Feiten, Rod Hicks, Steve Madaio, Ted Harris, Trevor Lawrence, Jerry Ragovoy (als Produzent) und Fred Beckmeier. Auf Keep On Moving vereinte die Band Blues, Jazz, Soul und Rock. Im August 1969 waren The Butterfield Blues Band auf dem Woodstock-Festival zu hören.
Auf dem 1970er-Album Live spielte die Band in der Besetzung Butterfield, Dinwiddie, Harris, Hicks, Madaio, Lawrence, Ralph Wash und George Davidson.
1971 brachte sie das Album Sometimes I Just Feel Like Smilin’ heraus, auf dem Butterfield, Sanborn, Dinwiddie, Madaio, Lawrence, Davidson, Harris, Big Black, Dennis Whitted, Bobbye Hall und die Chorsängerinnen Vanetta Fields und Merry Clayton zu hören waren. Kurz danach löste sich die Band auf.

## Diskografie
- The Paul Butterfield Blues Band (1965; Elektra)
- East-West (1966; Elektra)
- The Resurrection of Pigboy Crabshaw (1967; Elektra)
- In My Own Dream (1968; Elektra)
- Keep On Moving (1969; Elektra)
- Live (1970; Elektra)
- Sometimes I Just Feel Like Smilin' (1971; Elektra)
- Golden Butter: The Best of the Paul Butterfield Blues Band (1972; Elektra)
- An Offer You Can't Refuse (1972; Red Lightnin'), Split mit Big Walter Horton, enthält frühe Aufnahmen der Butterfield Blues Band von 1963
- Strawberry Jam: Recorded Live 1966-1968 (1995; Winner)
- The Original Lost Elektra Sessions (1995; Elektra), enthält zuvor unveröffentlichte Aufnahmen von 1964
- East-West Live (1996; Winner), enthält drei Live-Versionen des Songs East-West, aufgenommen 1966-7
- An Anthology: The Elektra Years (1997; Elektra)